# Церква святої Маргарити Антіохійської (Копчани)
Церква святої Маргарити Антіохійської — християнський храм 9 століття неподалік села Копчани у Словаччині. Єдина збережена архітектурна пам'ятка часів Великоморавії, найстаріша церковна будівля Центральної Європи.

## Історія
Збудований у 9 століття як церква або каплиця неподалік (2 км) Микульчицького Граду. Перша згадка у джерелах під 1392 роком. В середньовіччі навколо храму існував ряд невеликих поселень, проте з 13 століття внаслідок частих повеней на Мораві місцевість поступово знелюднюється. Функціонував як парафіяльна церква до 18 століття — доки у Копчанах не збудували новий.
Дослідження храму та його околиць почалися з 1964 року. Під час археологічних розкопок у 2004 році знайдено три поховання великоморавської доби, які допомогли датувати споруду. У 1995 році церкву оголошено національною культурною пам'яткою.

## Архітектура
Стиль — початково дороманський. Під час перебудови 13 століття набуває рис готики.